# Lardizabala funaria
 Lardizabala funaria (Molina) Looser è una pianta appartenente alla famiglia delle Lardizabalaceae. La specie è l'unica del genere Lardizabala. Il genere è dedicato a Miguel de Lardizábal y Uribe (1744-1824), politico spagnolo e protettore della botanica.

## Descrizione

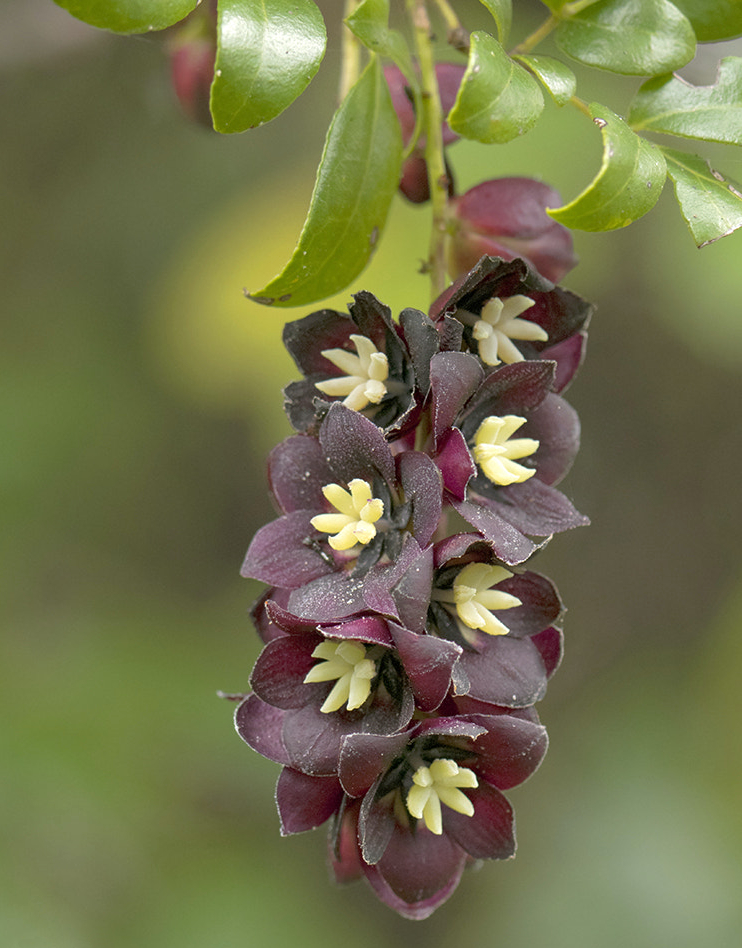
Fiori di L. funaria

L. funaria presenta i caratteri generali della famiglia Lardizabalaceae.
Il fusto è un rampicante legnoso, con foglie sempreverdi, glabre. Le foglie possono essere bi- o triternate, con stipole.
La pianta è dioica con fiori di colore violaceo (raramente pallidi); i fiori maschili sono riuniti in grappoli mentre i fiori femminili sono solitari. I fiori presentano 6 sepali carnosi, 6 petali più piccoli, 6 stami, gineceo con 3 carpelli, con numerosi ovuli.
Il frutto è un follicolo di forma allungata, con numerosi semi.

## Distribuzione
La specie è endemica del Cile, diffusa dalla regione di Valparaíso alla regione di Los Lagos, incluso l'arcipelago Juan Fernández. Prospera fino a 1 500 m di altitudine. È una pianta autoincompatibile.

## Usi
I frutti sono commestibili mentre gli steli vengono utilizzati come vimini per l'intreccio.